# Brigitte Maier

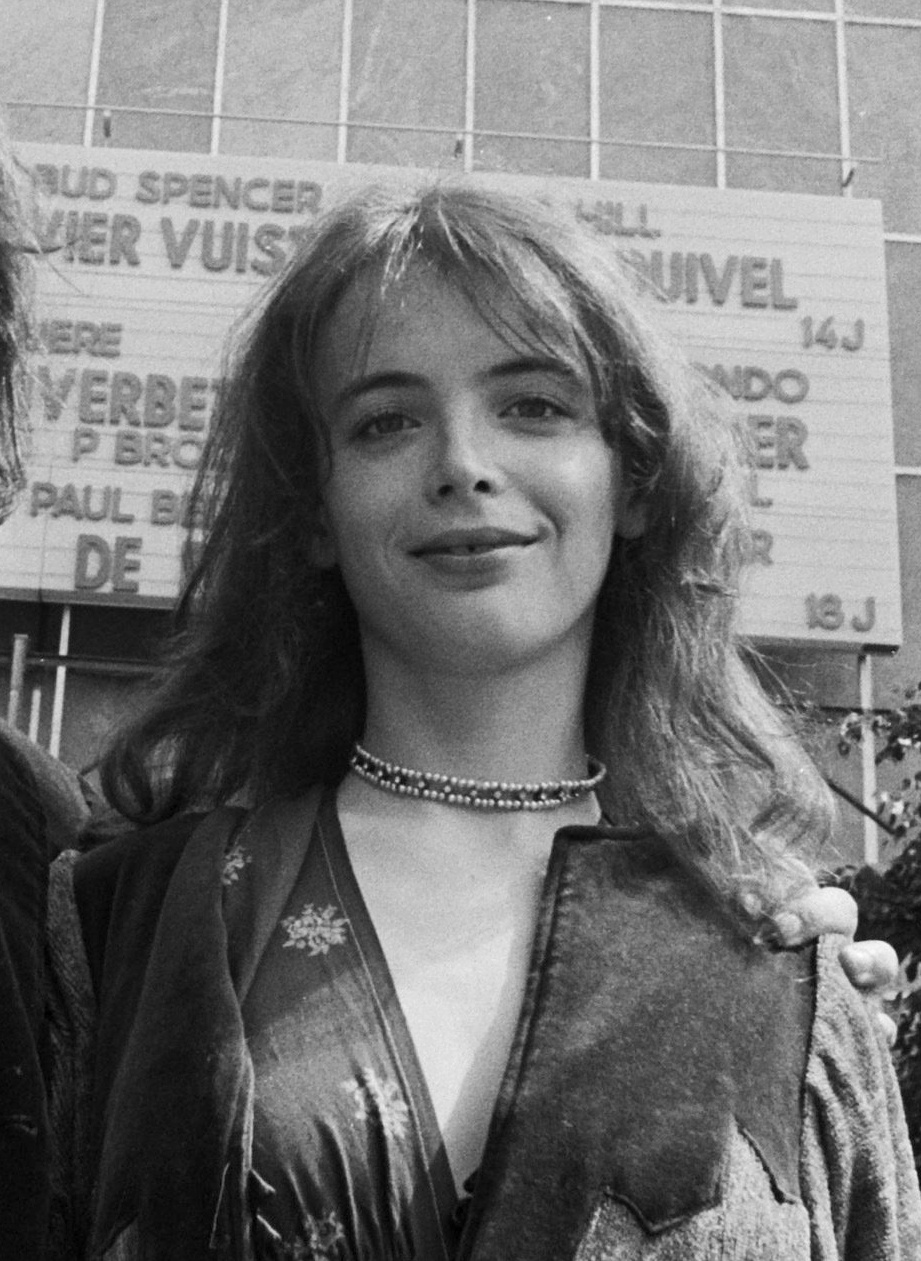
Brigitte Maier, 1976

Brigitte Maier (* 7. August 1952; † 13. November 2010 in Los Angeles) war eine deutschstämmige US-amerikanische Pornodarstellerin und Filmschauspielerin.

## Leben
Brigitte Maier wurde in Schleswig-Holstein geboren. Als sie vier Jahre alt war, wanderte ihre Familie in die USA aus. Sie wurde die Freundin des Pornografie-Pioniers Lasse Braun. Seit 1972 spielte die pausbäckige, blonde, dem Lolita-Typus entsprechende Frau in diversen seiner Super-8-Filme mit und wurde auf diese Weise einer der frühen Stars des pornografischen Films. 1974 war sie auch im Penthouse, ein Jahr später im Playboy zu sehen.
1975 gab Lasse Braun Maier die Hauptrolle in seinem ersten aufwändig produzierten Langfilm Sensations, der sich schon bald zu einem Klassiker des sogenannten Porno Chics entwickeln sollte. Der Film wurde bei den Internationalen Filmfestspielen von Cannes gezeigt und selbst in seriösen US-Tageszeitungen in ganzseitigen Anzeigen beworben. Mit diesem Film wurde Maier auch einem breiten Publikum bekannt. Gegen Ende der 1970er Jahre zog sie sich aus dem Filmbusiness zurück. Sie trat danach nur noch selten in Erscheinung, etwa als Zeitzeugin im Dokumentarfilm Ich, der King of Porn – Das abenteuerliche Leben des Lasse Braun.
Im Laufe ihrer Karriere trat sie auch unter mehreren anderen Namen auf: Brandy Blue, Bridgette, Brigitte, Bridgette Maier, Bridget Maier, Birgitte Meyer, Brigitte Meyer, Carol Schlecht, Carol Sclecht und Raye Turner. Sie spielte sowohl hetero- als auch homosexuelle Rollen.

## Filmografie
- 1967: A Margem
- 1971: Refinements in Love
- 1972: The Landlord
- 1973: Swinger Girls
- 1973: Close-Up (Kurzfilm)
- 1973: The True Way
- 1973: Suckula
- 1973: After School Exams
- 1974: French Blue
- 1974: Pretty Wet Lips
- 1974: Poor Cecily
- 1974: Porr i skandalskolan
- 1974: Marriage and Other Four Letter Words
- 1974: Fulfillment
- 1974: The Lover
- 1974: Mob Job
- 1974: Love Lies Waiting
- 1974: Diamond Sexcapades
- 1975: Sensations
- 1975: Inside of Me
- 1975: Justine und Juliette (Justine och Juliette)
- 1975: Virgin Cowboy
- 1976: Tongue
- 1978: How Sweet It Is!
- 1978: Mädchen nach Mitternacht